# Chim hói đầu
Chim hói đầu là tên gọi chung trong tiếng Việt của một họ (Picathartidae) có một chi (Picathartes) với hai loài chim thuộc bộ Sẻ (Passeriformes), được tìm thấy trong các rừng mưa của khu vực nhiệt đới thuộc Tây và Trung Phi. Đầu của chúng không có lông, thức ăn của chúng là các loài côn trùng và động vật thân mềm mà chúng nhặt được từ các khu vực núi đá ẩm ướt. Cả hai loài nói chung đều là các loài chim không di trú, do chúng lệ thuộc vào môi trường sống là rừng nhiệt đới núi đá đặc biệt.
Chúng là các loài chim gầy và cao lêu nghêu với mỏ giống mỏ quạ, cổ; đuôi và chân dài. Hai chân khỏe thích hợp với việc kiếm ăn trên mặt đất. Về bề ngoài và kích thước, chúng gần giống như các loài gà lôi đuôi dài dù không có quan hệ họ hàng gì (chi Geococcyx), nhưng chúng nhảy lò cò chứ không đi. Chúng có chiếc đầu hói sáng màu.
Chim hói đầu sinh sản theo bầy. Tổ được làm từ bùn được gắn vào trần hang hoặc treo trên các vách núi đá. Chim mái đẻ hai trứng.
Chim hói đầu cổ trắng được tìm thấy trong các khu vực rừng núi đá ở các độ cao lớn, từ Sierra Leone tới Togo. Chúng có phần lưng và hông màu xám, phần bụng màu trắng, đầu màu vàng với các vệt màu đen ở hai bên.
Chim hói đầu cổ xám sinh sống trong các khu vực thuộc miền nam Cameroon, miền bắc Nigeria và các khu vực lân cận thuộc Trung Phi. Chúng có phần lưng, hông, cổ màu xám, phần bụng màu vàng nhạt, đầu màu tím ở phía trước, đỏ ở phía sau và với các vệt màu đen ở hai bên.

## Các loài
- Picathartes gymnocephalus: Chim hói đầu cổ trắng
- Picathartes oreas: Chim hói đầu cổ xám